# Su e giù per il tempospazio
Su e giù per il tempospazio (The Seeds of Time) è un'antologia di racconti di fantascienza del 1956 dello scrittore britannico John Wyndham.

## Racconti
- Barney's Cars (Pawley's Peepholes) - Turisti dal futuro vengono a curiosare il nostro presente
- Storia di Bert (Time To Rest) - La terra è esplosa e i pochi superstiti convivono con i marziani
- Meteorite (Meteor) - Fuggiti dal loro pianeta morente arrivano sulla terra
- Sopravvivenza (Survival) - Un'astronave danneggiata: chi sopravviverà?
- Cronoclasma (Chronoclasm) - Una storia d'amore fra presente e futuro
- Circuito di compassione (Compassion Circuit) - È meglio un robot o un essere umano?
- Controparte (Opposite Number) - I nostri doppioni vengono a trovarci dal futuro
- Marziana idiota (Dumb Martian) - La marziana acquistata come schiava e il suo padrone

Nella versione italiana sono assenti i racconti Wildflower (i contrasti fra natura e tecnologia) e Pillar to Post (un paraplegico trova il suo corpo ottimale nel futuro).

## Edizioni
Edito dalla Penguin Books nel Regno Unito nel 1956, in Italia, con traduzione di Laura Serra, il romanzo fu pubblicato dalla Arnoldo Mondadori Editore nel gennaio 1981 nel numero 871 della collana Urania con copertina di Karel Thole, e ristampato nel febbraio 1994 nel numero 203 della Classici Fantascienza, con copertina di David Schleinkofer e nel settembre 1994 nel numero 19 della collana I Libri di Urania.
- John Wyndham, The Seeds of Time, Penguin Books, 1956,  p. 222.
- John Wyndham, Su e giù per il tempospazio, Urania n. 871, Arnoldo Mondadori Editore, 1973,  p. 192.
- John Wyndham, Su e giù per il tempospazio, Classici Fantascienza n. 203, Arnoldo Mondadori Editore, 1994,  p. 206.
- John Wyndham, Su e giù per il tempospazio, I libri di Urania n. 19, Arnoldo Mondadori Editore, 1994,  p. 208.